# Böhmeknie
Das Böhmeknie ist ein Abschnitt des Böhmetals im Heidekreis in Niedersachsen. Sein Charakter weicht von den typischen weiträumigen Tallandschaften der Südheide deutlich ab. Die Talstrecke reicht von der abrupten Verengung bei Dorfmark bis zum ebenso unvermittelten Austritt in das Urstromtal der Aller bei Benzen. Zwischen den Städten Bad Fallingbostel und Walsrode liegt der namengebende Versprung der ansonsten südsüdwestlichen Talrichtung um etwa fünf Kilometer nach Nordwesten. Die teils bewegte Tallandschaft des Böhmeknies entwickelte sich früh zu einem Ziel des Fremdenverkehrs in der Lüneburger Heide. Die gegenüber der Umgebung höhere Bevölkerungsdichte ist vor allem durch die frühe Industrialisierung im Tal des Nebenflusses Bomlitz bedingt.

## Verlauf und Teillandschaften

### Von Dorfmark bis Bad Fallingbostel (Stadtgebiet Bad Fallingbostel)

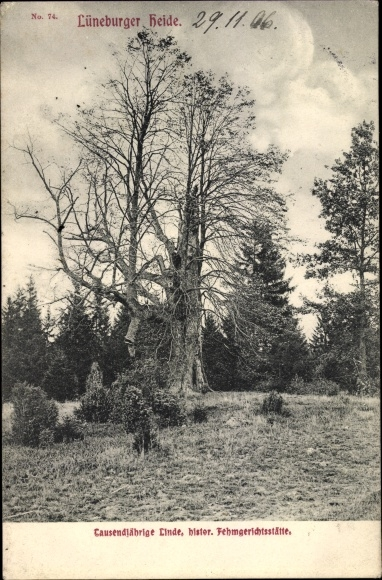
Ehemalige Tausendjährige Linde

Bei Dorfmark fließt die Böhme noch in einem weiten Talbecken; wenig unterhalb aber treten die Hänge zusammen, so dass auch die zuvor knapp 200 Meter breite Talsohle stellenweise kaum breiter ist als der Fluss selbst⊙. Nach einem Kilometer mündet von links, aus verblockter Talkerbe kommend, der Steinbach⊙. Bemerkenswert ist, dass er wenig oberhalb noch in breitem Tal nordwärts fließt, der Böhme genau entgegengerichtet. Oberhalb der Mündung liegt beim restaurierten Steinkranz eines bronzezeitlichen Grabes die ehemalige, vom Orkan Quimburga geworfene Tausendjährige Linde, nach lokaler Überlieferung eine einstige Femegerichtsstätte⊙. Gegenüber steht an quellfeuchtem Hang der Hof Brock⊙ mit Zeltplatz und dem ältesten Pegel an der Böhme.

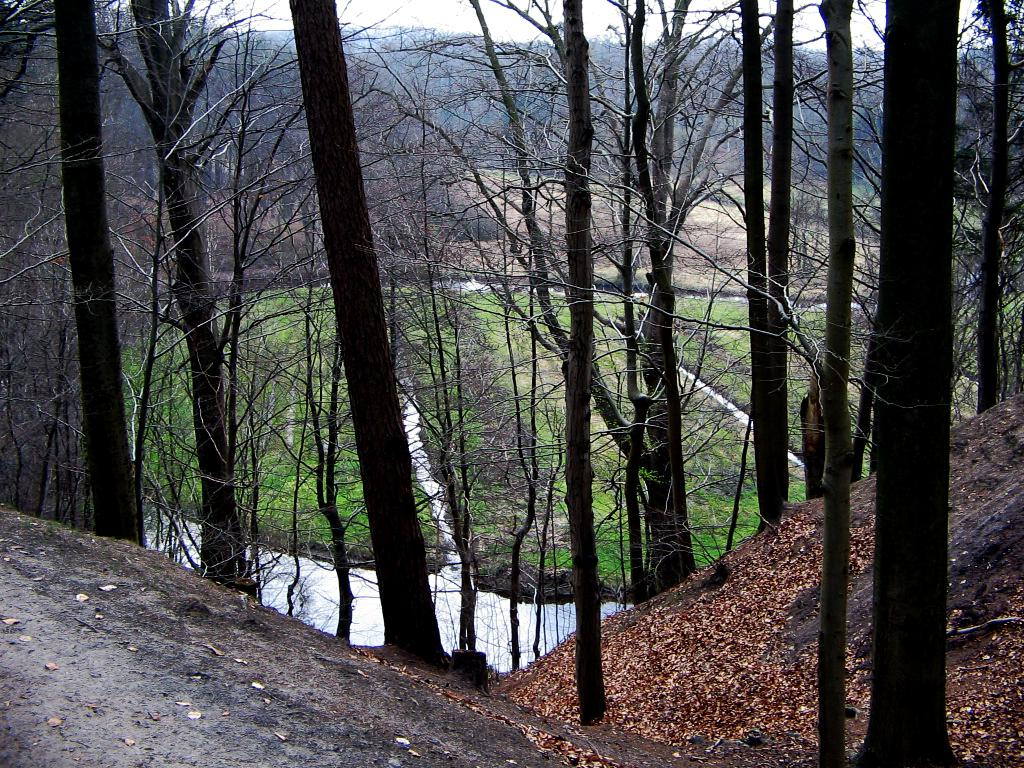
Böhme-Tal bei Bad Fallingbostel (Lieth)

Zwischen dem Zeltplatz Böhmeschlucht⊙ bei Vierde und der Stadtmitte von Bad Fallingbostel⊙ erhebt sich rechts der in der Albrechtshöhe⊙ 40 Meter Höhe erreichende, buchenbestandene Steilhang der Lieth, wo die Böhme unterhalb des Doppelhofes Klint (niederdeutsch für Steilkante) zwei tiefe Buchten in die Schotter- und Lehmhänge des hier querenden Moränenwalls erodiert hat. Nachdem Fallingbostel 1896 an die Heidebahn angeschlossen worden war, entwickelte sich der Fremdenverkehr besonders wegen der damals als „Thüringen der Heide“ beworbenen Lieth. Stadtnah befindet sich hier auch das Museum Hof der Heidmark⊙, das in einem umgesetzten Heidehof an die ehemaligen Dörfer der Fallingbosteler Heidmark auf dem Gebiet des Truppenübungsplatzes Bergen erinnert. Weiter südwestlich, im Megalithpark Osterberg⊙ in Bad Fallingbostel, sind Findlinge der Umgebung zusammengetragen und deren Transportwege durch das saalezeitliche Inlandeis dokumentiert.

### Von Bad Fallingbostel bis zur Warnaumündung (Gebiet der früheren Gemeinde Bomlitz)

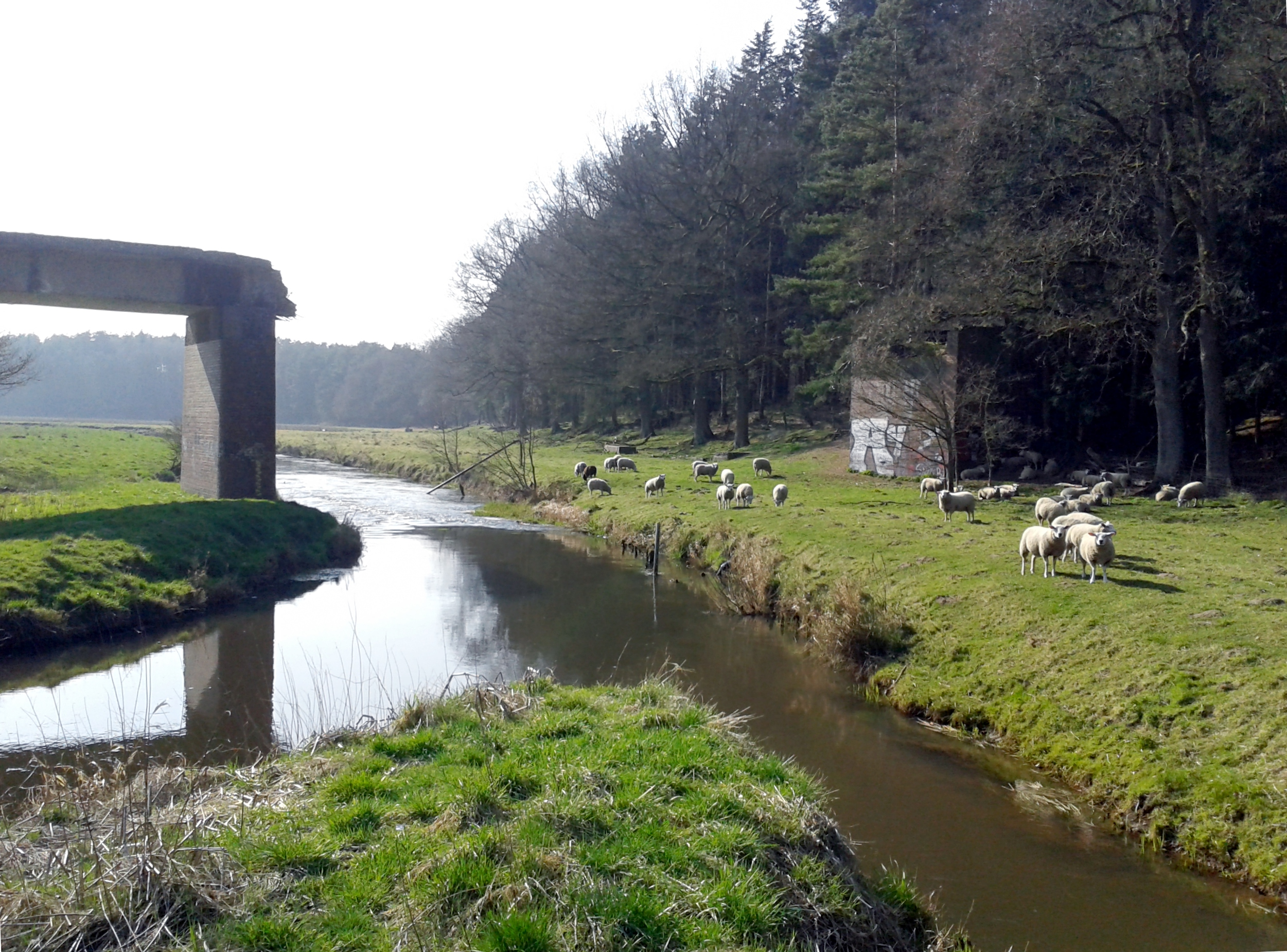
Gesprengte Eisenbahnbrücke an der Bomlitzmündung

Zwischen Bad Fallingbostel und der von Nordosten kommenden Bomlitz verläuft das Böhmetal kurz nordwestwärts und windungsreicher. Über dem rechten Ufer liegen in loser Folge die Bauernhöfe von Elferdingen und Uetzingen, über dem linken folgt nach dem Golfplatz Tietlingen ein kuppiger Wacholderhain mit dem Lönsgrab⊙ und einem Netz von Wanderpfaden. Vom nahen ehemaligen Bahnhof Honerdingen zweigte die Werkbahn der bis 1940 erbauten Rüstungsfabrik Eibia ab und führte an der Bomlitzmündung⊙ über eine seit Ende des Zweiten Weltkrieges gesprengte Brücke über die Böhme nach Norden bis zur heutigen Bahnstrecke Bomlitz–Walsrode.

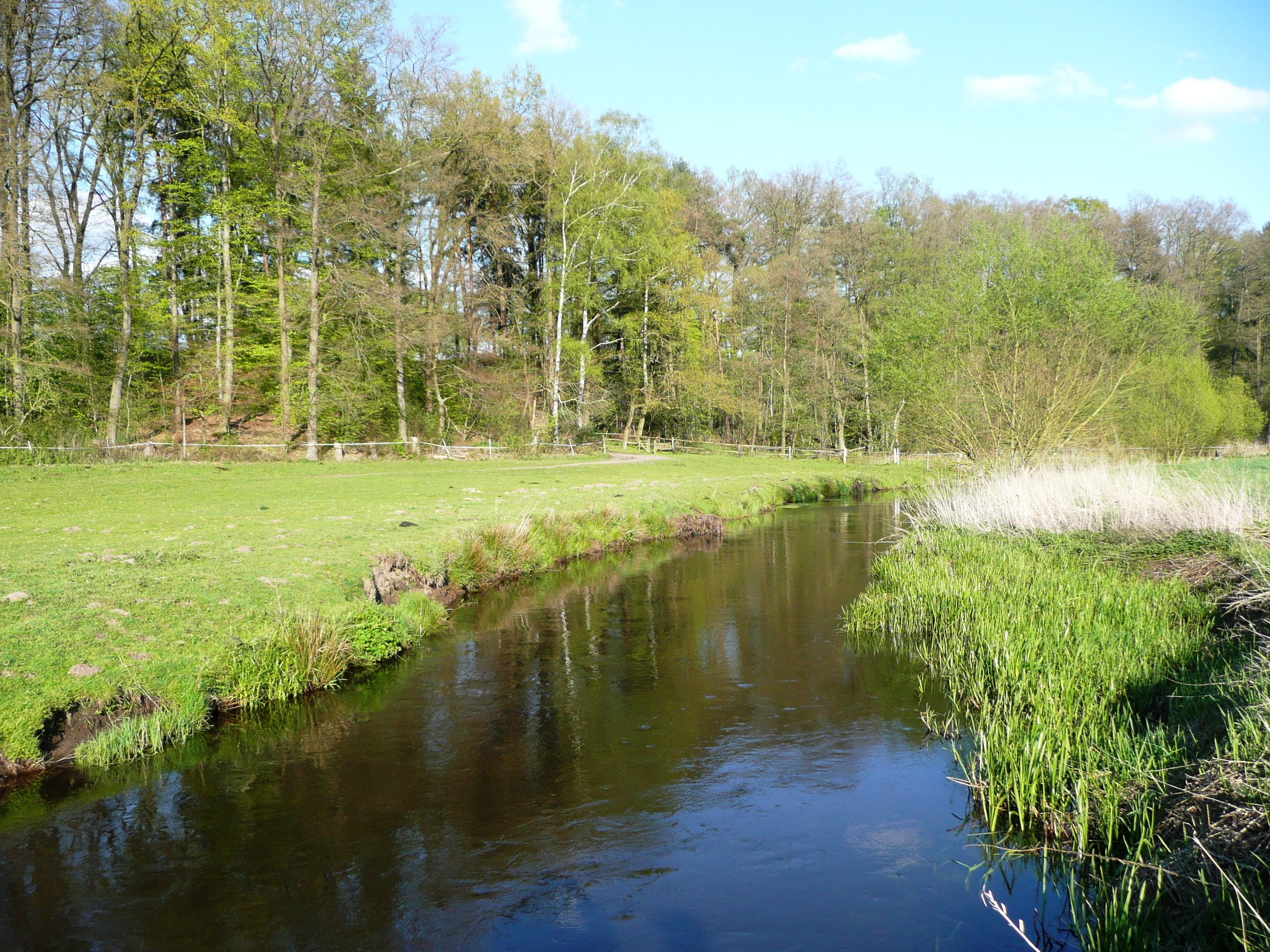
Böhmetal bei Elferdingen

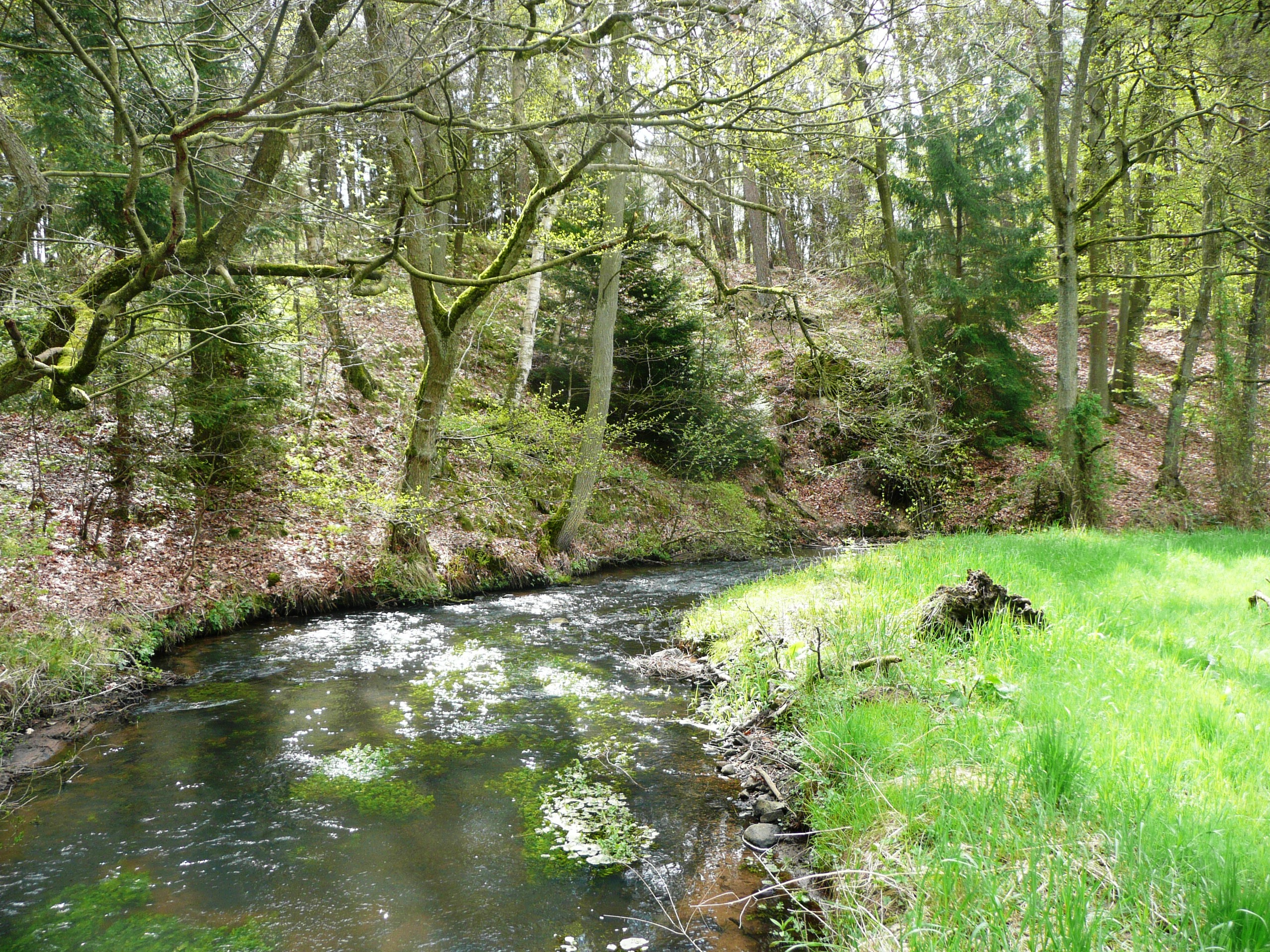
Das Warnausteilufer westlich der Lohheide

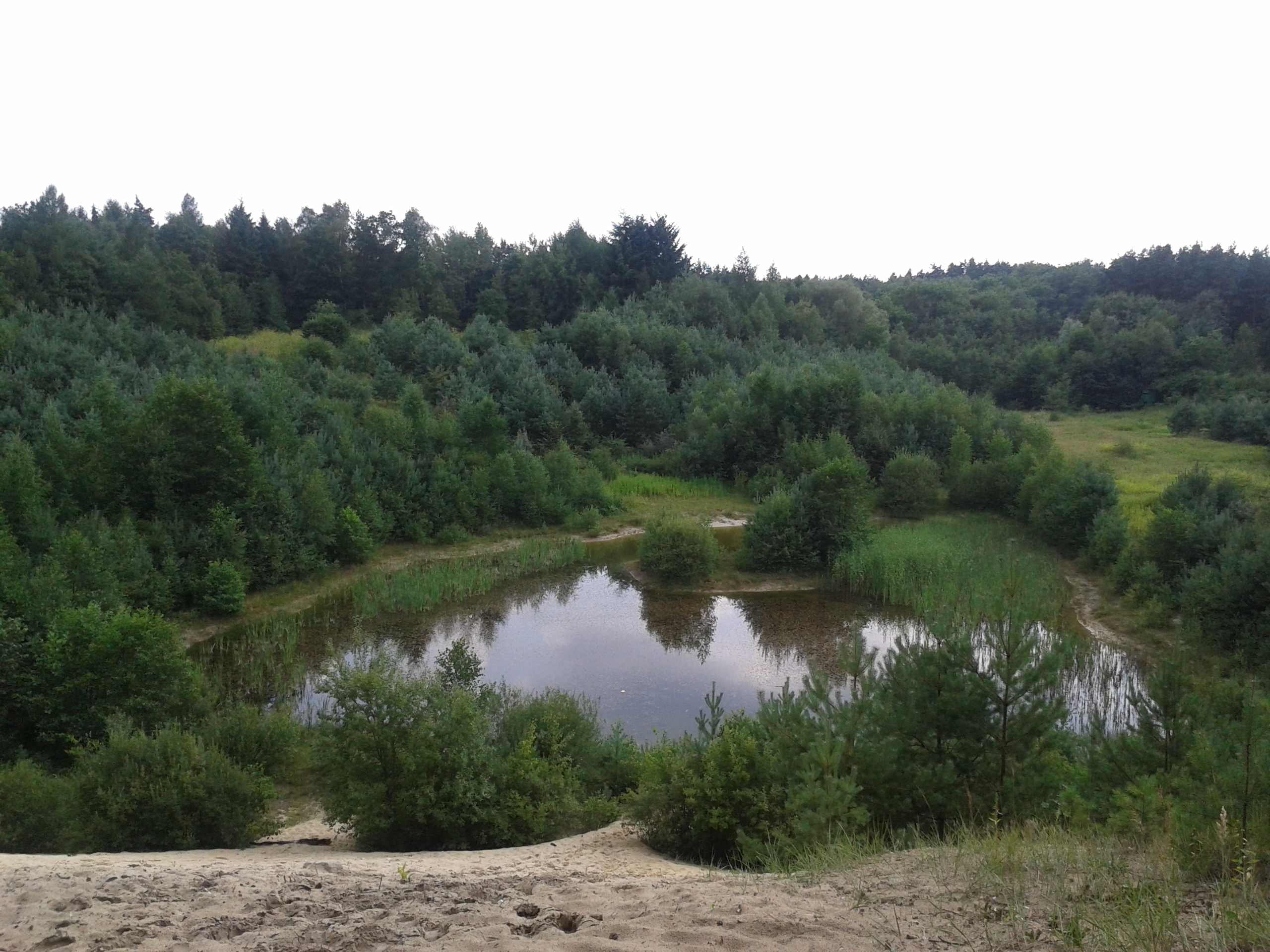
Naherholungsgebiet Eibia/Lohheide

Das nördlich der Böhme gelegene, mehr als 2 Quadratkilometer umfassende Eibia-Gelände ist seit 1989 saniert und Herzstück des mittig im Böhmeknie-Bereich gelegenen Naherholungsgebietes Eibia/Lohheide. Es ist geprägt durch ein sehr bewegtes Relief, das die beiden größten Nebenflüsse der Böhme, die Bomlitz (mit für die Heide ungewöhnlichem Talmäander⊙) und die Warnau (mit pittoreskem Steilufer⊙), mit ihren zueinander parallelen und bis zu 25 Meter tief eingeschnittenen Tälern gebildet haben. Der dazwischen liegende schmale Rücken der Lohheide ist wie die Täler überprägt durch die verbliebenen Wälle und Hohlwege der Industrieanlagen und durch zwei Hügelgräberfelder. Eines davon ist einbezogen in den Archäologischen Wanderpfad Bomlitz⊙, der auch die im Mündungswinkel der Warnau in Spornlage gelegene Wallanlage der altsächsischen Hünenburg/Walsuborg⊙ einbezieht.

### Von der Warnaumündung bis Benzen (Stadtgebiet Walsrode)
Der Hünenburg gegenüber lag südlich der Böhme die Honerdinger Schweiz, eine stark zertalte Partie im südlichen Talhang⊙. Obwohl sie durch Sandabbau vollständig verloren ging, ist die Ortsbezeichnung (Toponym) weiterhin gebräuchlich. Die Sandgruben gehen nach Westen über in einen von vielen Quellfließen zerschnittenen Waldhang auf Tongestein. Der von der Böhme ab hier bis unterhalb von Walsrode angeschnittene, in der älteren Literatur Honerdinger Tongebirge genannte Ausbiss von gut 30 Millionen Jahre alten Gesteinen aus dem Neogen ist eine der wenigen Durchragungen präquartärer Gesteine im Norddeutschen Tiefland. Kleine wassergefüllte Gruben gehen auf früheren Tonabbau zurück. Die tiefste Kerbe war zur Entwässerung der südlich benachbarten Honerdinger Mergelgrube gegraben worden.⊙ Diese war ab etwa 1860 als Fossillagerstätte des letzten Interglazials (Eem-Warmzeit) bekannt geworden und später für den querenden Damm der Heidebahn teilverfüllt worden. Das Tonvorkommen zeigt sich auch an der Vegetation, die sich stellenweise deutlich von jener der umgebenden Sandböden unterscheidet.

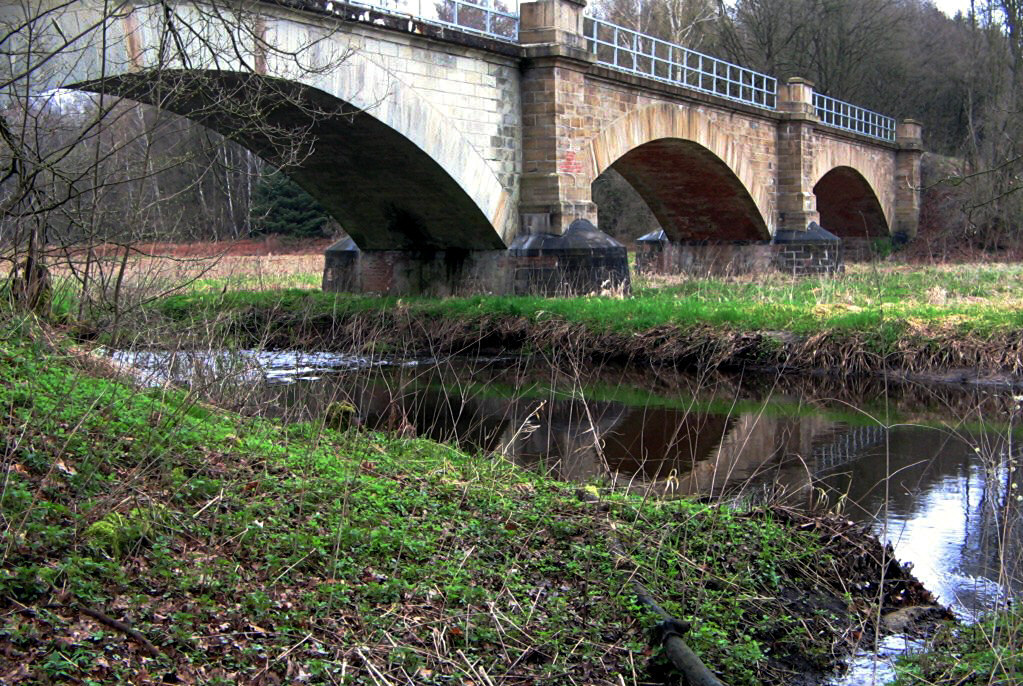
Böhmebrücke der Bahnstrecke Bomlitz–Walsrode

Nördlich von Walsrode überquert die Werkbahn des Industrieparks Walsrode auf einer dreibogigen Steinbrücke die Böhme (ehemals Bahnstrecke Bremervörde–Walsrode).⊙ Dort mündet von Nordwesten der Rieselbach in die hier bereits wieder „normal“ südsüdwestwärts gerichtete Böhme. Am Nordhang dieses durch parkartige Teichwirtschaften geprägten Tals liegt der Weltvogelpark Walsrode⊙, das bedeutendste touristische Ziel im Bereich des Böhmeknies.

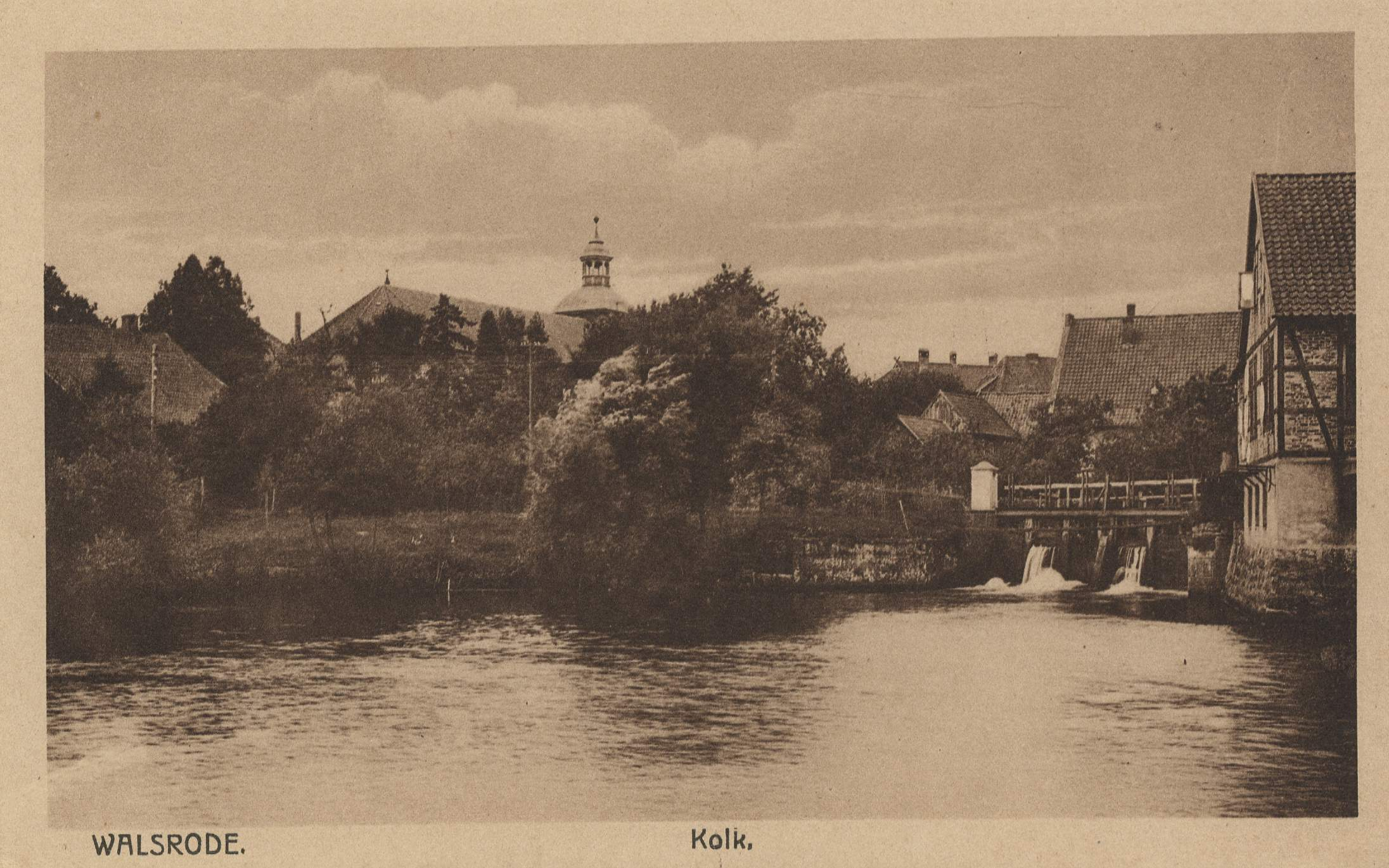
Das Böhme-Wehr in der Walsroder Altstadt im Jahr 1920

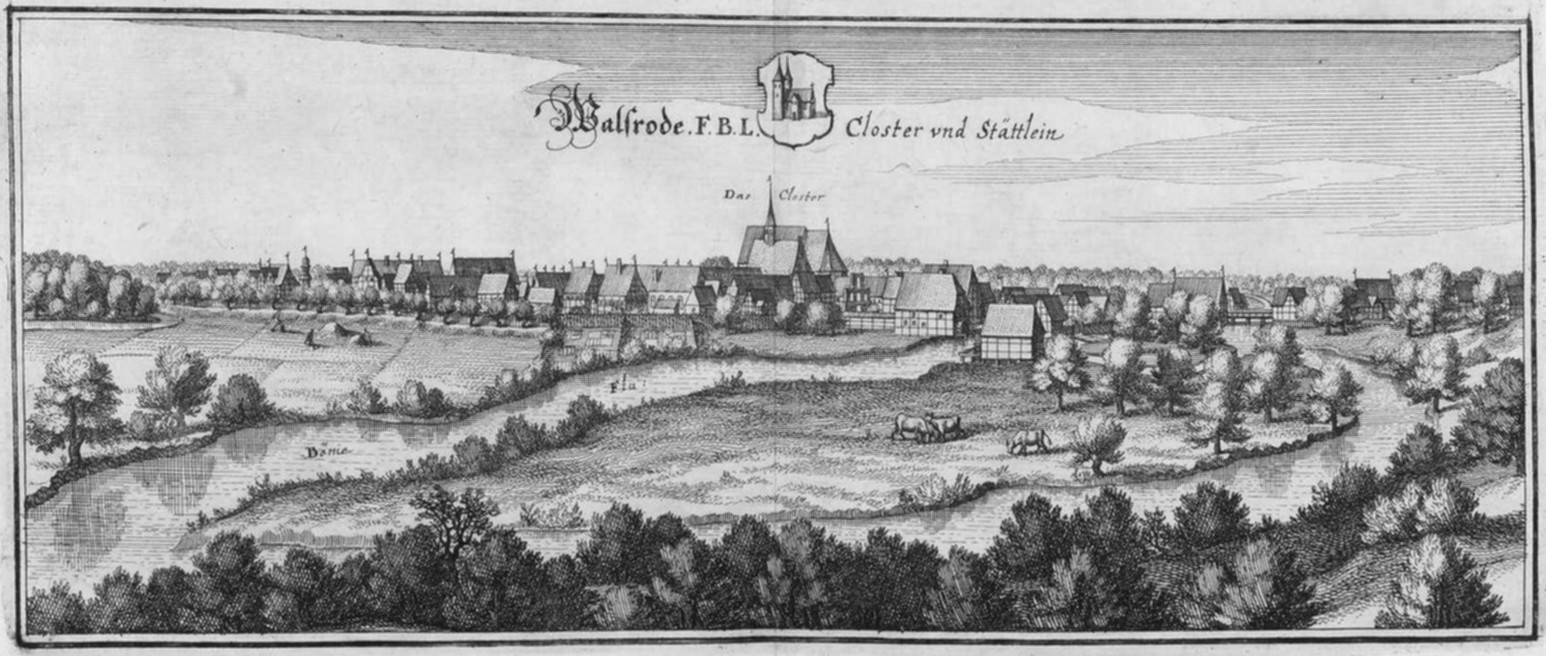
Das Böhmetal unterhalb von Walsrode 1654 (Stich von Merian)

Der unterste Abschnitt des Böhmeknies ist durch die Bebauung der Stadt Walsrode geprägt. Über dem tonigen Gestein mit seinem oft quellfeuchten Untergrund ist das Tal beckenförmig erweitert. Das erhöhte Nordufer der von Westen einmündenden Fulde bot darin eine trockene und geschützte Spornlage für den heutigen Stadtkern⊙ und das vor 986 gegründete Kloster Walsrode, das weitaus älteste der Heideklöster. Ähnlich wie die Lieth war auch das buchenbestandene Ton- und Lehmsteilufer der Fulde mit dem Stadtwald Eckernworth⊙, Teichanlagen und dem Heidemuseum Rischmannshof ein frühes Ausflugsziel der Lüneburger Heide. Im Stadtgebiet zeugen Teiche in teils grundwasserferner Höhenlage vom Tonvorkommen und dem früheren Ziegelei-Gewerbe Walsrodes.⊙ Unterhalb der Stadt verengt sich das Böhmetal noch einmal auf kurzer Strecke, bevor es sich an der querenden Autobahn Walsrode–Cuxhaven (A27) zur weiten Talsandebene des Allertals hin öffnet.⊙

## Naturräumliche und geologische Einordnung
Die schmalen Täler des Böhmeknies gehören vollständig zur Naturräumlichen Untereinheit 641.00 Fallingbosteler Lehmplatten (Teil der Einheit 641.0 Walsroder Lehmgeest). Dagegen ist das wesentlich breitere obere Böhmetal als eigene Untereinheit 641.01 Böhmetal ausgewiesen und so den anderen breiten glazialen Entwässerungslinien wie der Örtze (641.17) und der Ise (641.30) an die Seite gestellt. Die Talsandebene unterhalb des Böhmeknies gehört zur Untereinheit 627.32 Düshorner Sande (Teil der Einheit 627 Aller-Talsandebene). Die Fallingbosteler Lehmplatten sind die Grundmoränenflächen des saalezeitlichen Gletscherlobus‘, dessen Endmoräne der Südteil der Falkenberg-Endmoränen (641.10) ist, der Örbker Endmoränenbogen.
Der südliche, untere Teil der breiten Talsandrinne der Böhme wurde von der später abgelagerten Falkenberg-Endmoräne versperrt, weshalb das Schmelzwasser vom Böhmetal nur noch über den westlich benachbarten engeren Bomlitztal-Vorläufer abfließen konnte und dabei den Talzug des Böhmeknies einschnitt und epigenetisch vorzeichnete.

## Kultur- und Wirtschaftsraum
Die den Raum prägenden lehmigen Grundmoränen haben in der Walsroder Lehmgeest anteilig zu mehr ackerfähigen Böden geführt als für die Südheide typisch ist, was eine etwas höhere Besiedlungsdichte ermöglichte. Die heutige deutlich erhöhte Bevölkerungsdichte ist jedoch vor allem eine Folge der frühen Industrialisierung in Bomlitz (ab 1815). Die umfangreichsten und raschesten Veränderungen zogen nach 1938 der Bau und der Betrieb der Industrieanlagen der Eibia nach sich. Neben den teils unterirdischen und umwallten Produktionsanlagen selbst gehen auf den Bau auch mehrere Wohnsiedlungen in den drei größeren Orten im Bereich des Böhmeknies aus, also Walsrode, Fallingbostel und Bomlitz. Ein „Geschichts- und Erinnerungspfad“ ermöglicht den Besuchern heute eine eigenständige Erkundung des einstigen Fabrikgeländes.

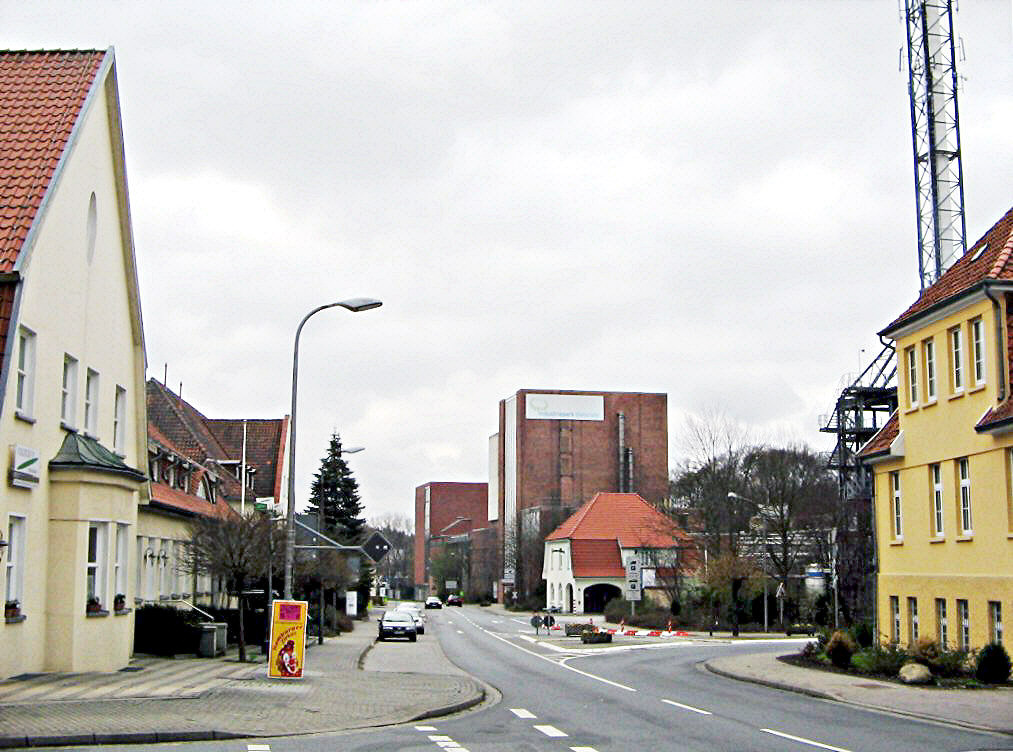
Industriepark Walsrode (Altwerk) im Stadtteil Bomlitz
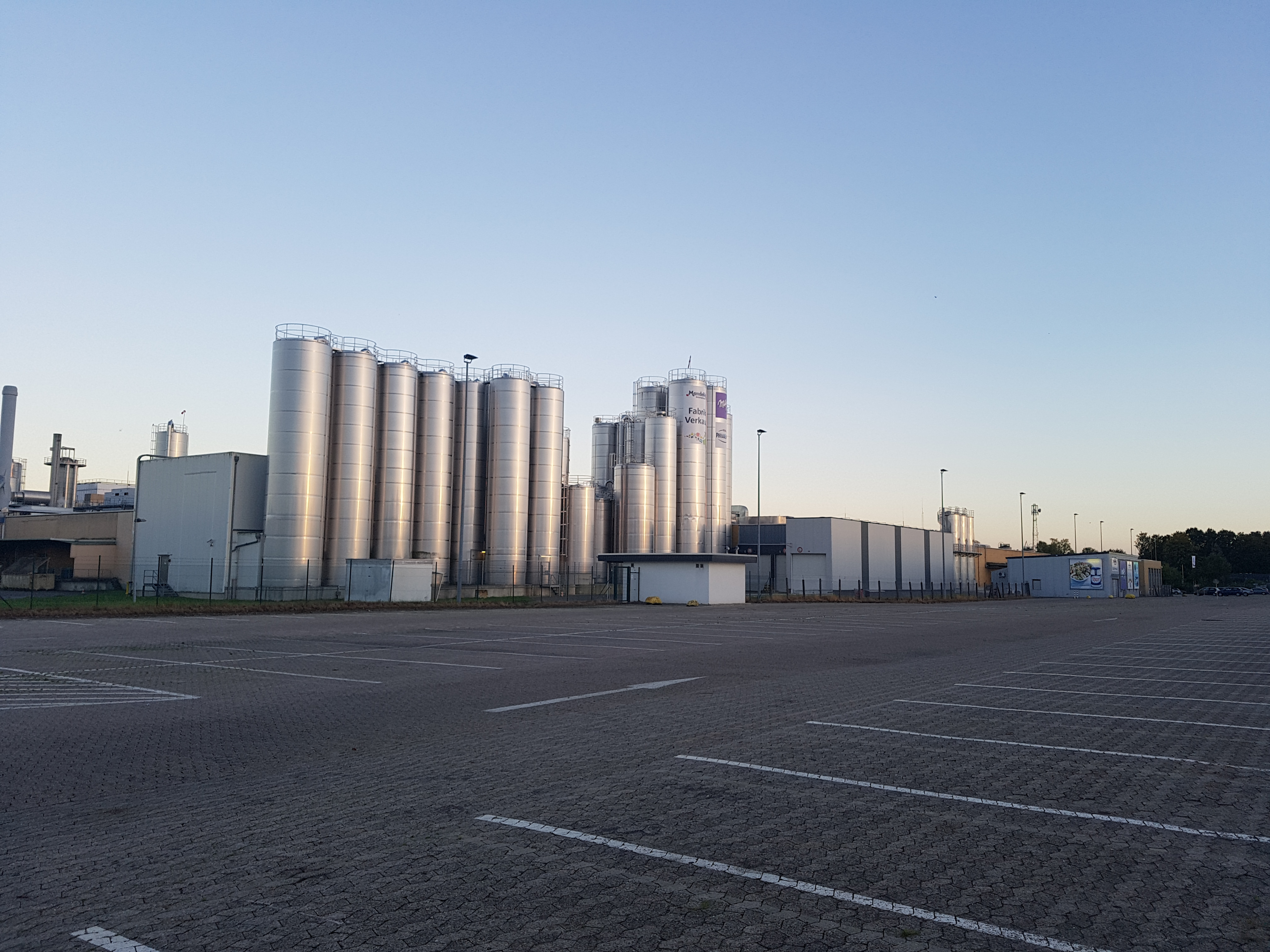
Werk Bad Fallingbostel von Mondelēz International

Die gegenwärtige wirtschaftliche Situation wird wesentlich durch die Verkehrsgunst nahe dem BAB-Dreieck Walsrode im Schnittpunkt der Einzugsgebiete von Bremen, Hamburg und Hannover bestimmt (Logistik-Unternehmen, Ausflugsverkehr) und weiterhin durch die Industrie, vorwiegend im heute zu Walsrode gehörenden Bomlitz (Industriepark Walsrode, Dow Wolff Cellulosics, Wipak) und in Bad Fallingbostel (Hauptwerk von Mondelēz International in Europa).
Ab 2007 hatte es Bestrebungen zum Zusammenschluss aller 3 Kommunen am Böhmeknie gegeben. Nachdem sich bei einer Bürgerbefragung im Jahr 2008 die Bürger von Bad Fallingbostel gegen die Bildung einer gemeinsamen Stadt Böhmetal ausgesprochen hatten und die Bürger von Walsrode und Bomlitz dafür, fusionierten diese beiden Kommunen im Jahr 2020 unter dem Namen Walsrode.

## Touristische Entwicklung
Die zu den Anfängen des Heidetourismus bekannten Ziele der Lieth und der Eckernworth haben heute nur lokale Bedeutung für Wanderungen und Spaziergänge. Auch das kuppige Heidegebiet um das Lönsgrab, das noch bis in die 1990er Jahre von Busfahrten stärker frequentiert war, wird vor allem für die ortsnahe Erholung aufgesucht, ähnlich wie das 1989 freigegebene Kernstück des Erholungsgebietes Eibia/Lohheide. Ein gemeinsames Wegesystem für diese nahezu aneinandergrenzenden reliefbetonten Erholungsräume des Böhmeknies für Rad- und Wandertourismus ist erschwert durch die trennenden Gewässer, die zahlreiche Stege nötig machen. Vor der Fusion von Bomlitz und Walsrode standen dem auch der kommunale Grenzverlauf entgegen. Zudem sind an den Unterläufen von Bomlitz, Warnau und Rieselbach, sowie an der Böhme acht frühere Übergänge gesperrt oder verfallen (Stand 2023).

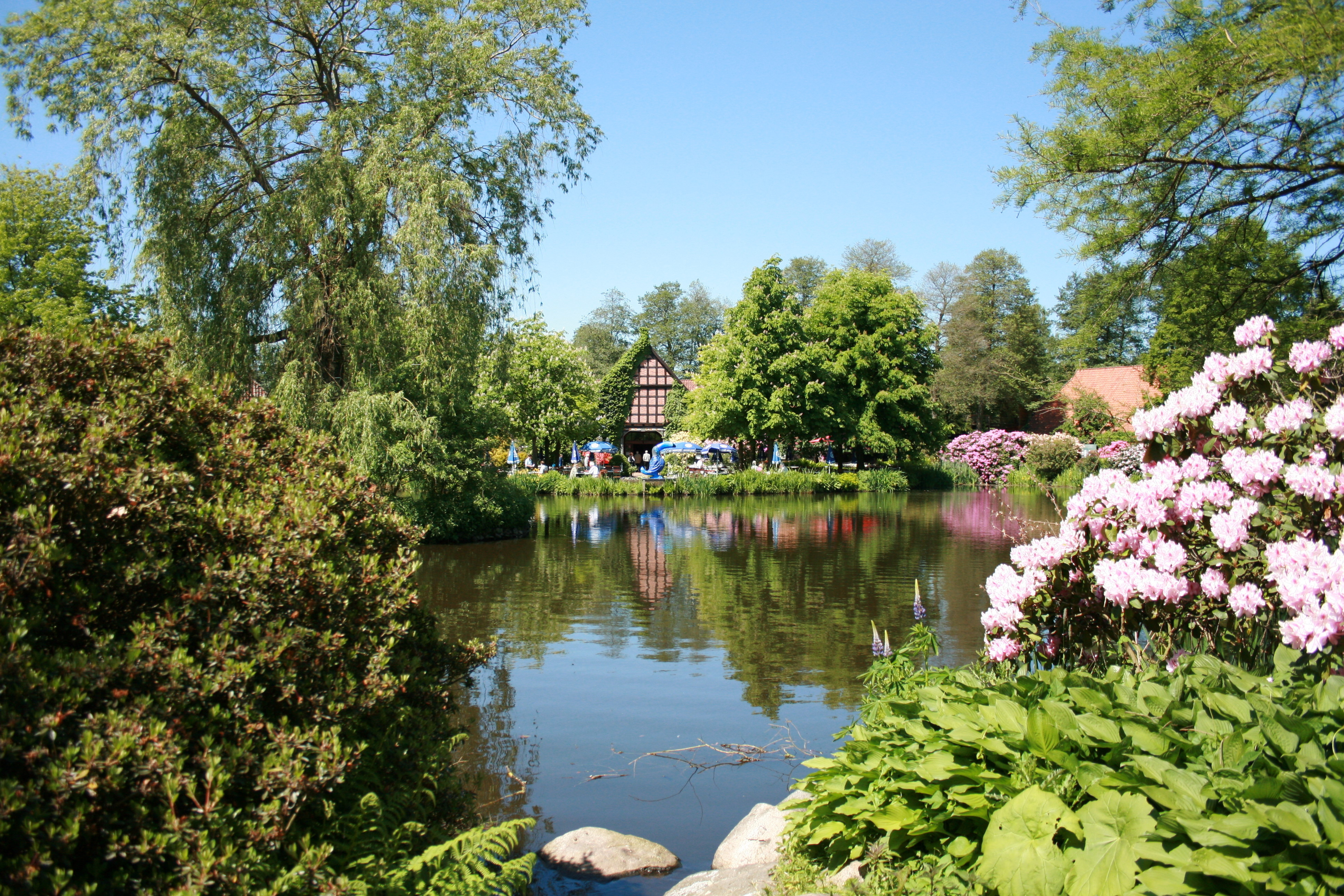
Vogelpark Walsrode
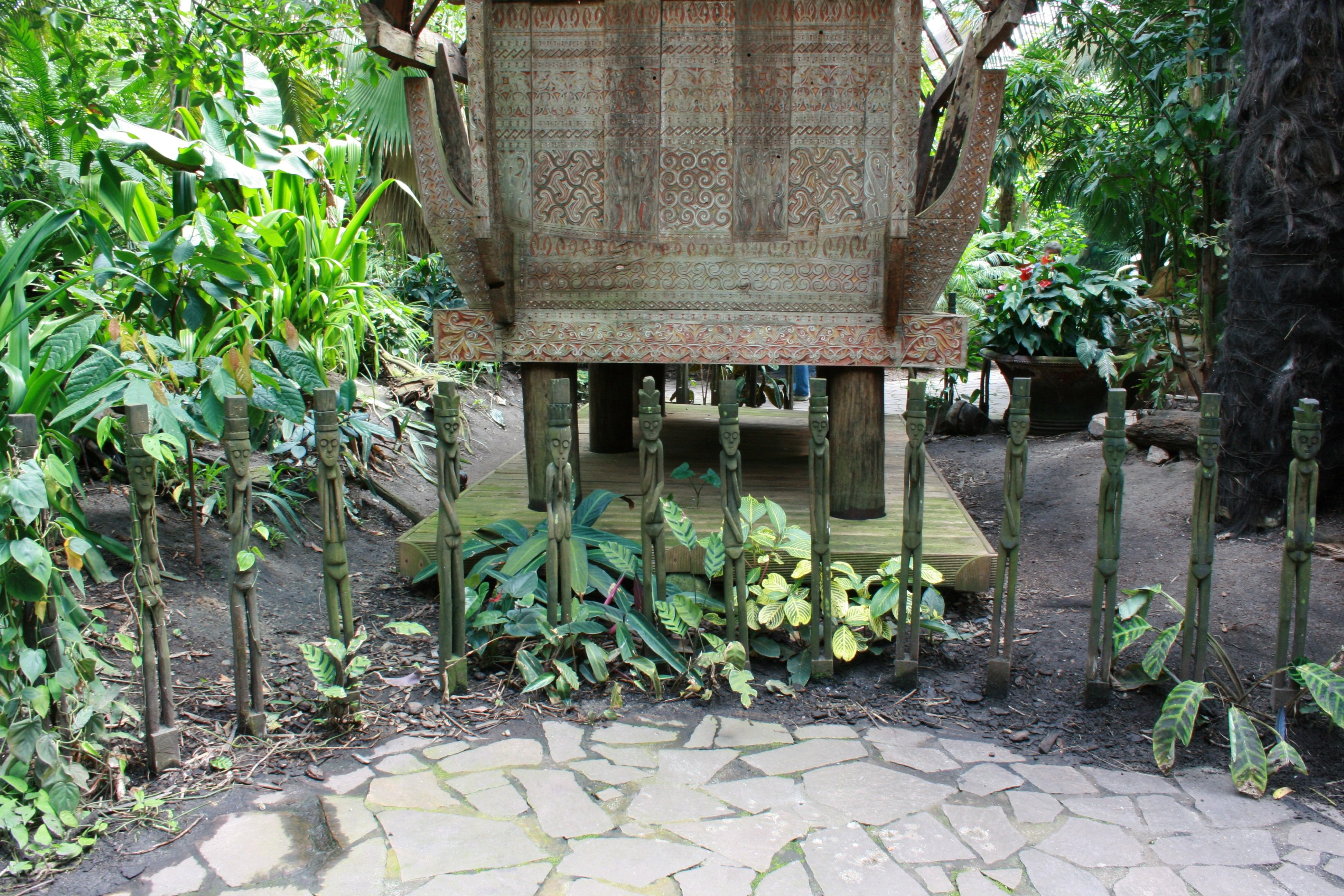
Tropenwaldhalle im Vogelpark Walsrode
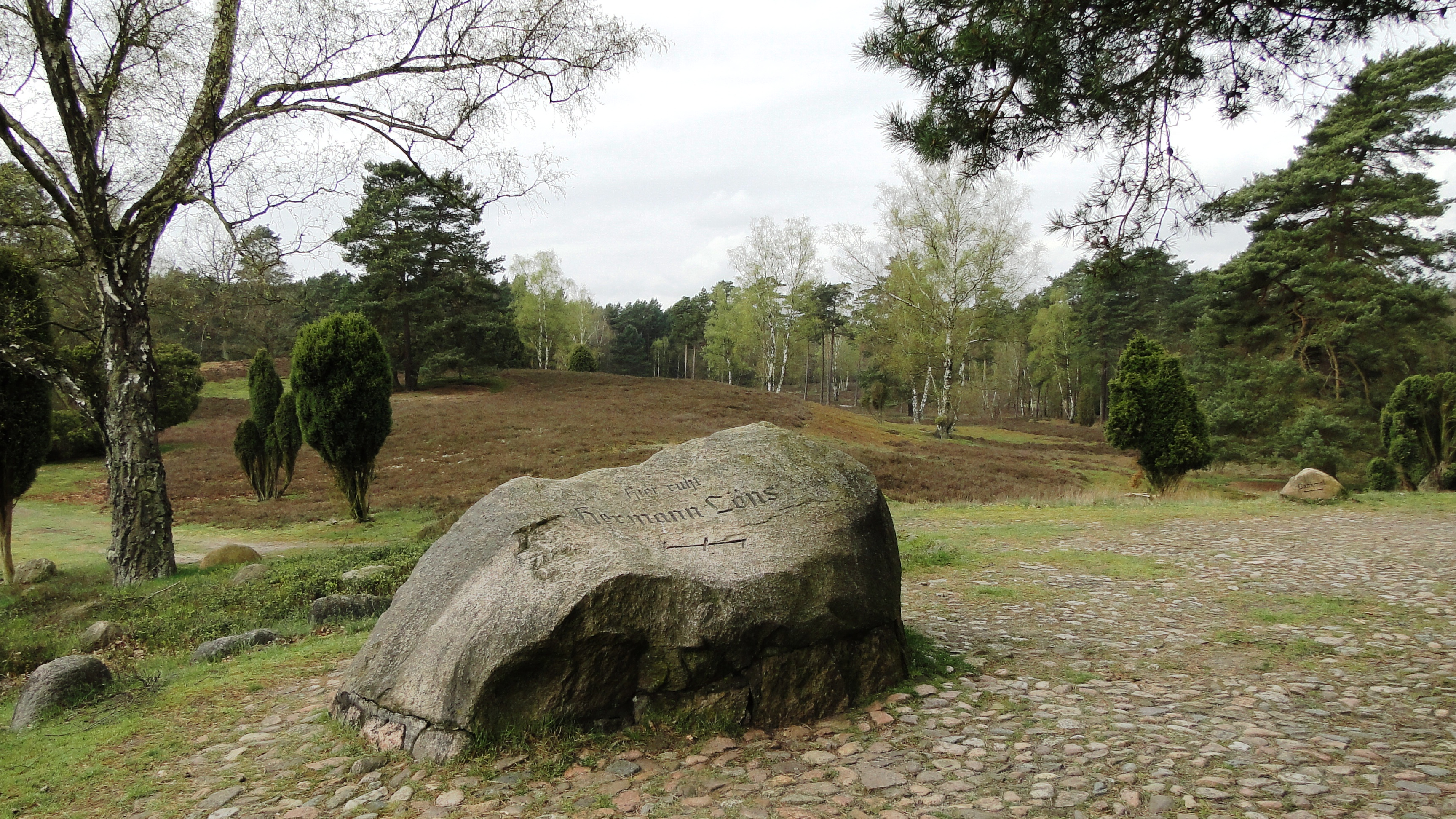
Tietlinger Wacholderhain mit Lönsgrab

Bestrebungen, den Vogelpark Walsrode als einziges Ziel von weit überregionaler Bedeutung mittels eines Haltepunktes an die vorbeiführende Bahnstrecke Walsrode–Bomlitz anzuschließen, sind noch nicht umgesetzt worden.
Zwischen Dorfmark und Walsrode wird die Böhme von Kanufahrern auf einer Strecke von knapp 25 Flusskilometern stark frequentiert. Im Bereich des Böhmeknies gibt es 4 offizielle Ein- und Austragsstellen bei Dorfmark, Bad Fallingbostel, Uetzingen und Walsrode.

## Natur- und Umweltschutz
Nahezu die gesamte Tallandschaft des Böhmeknies steht unter Landschafts- oder Naturschutz. Flussabwärts sind dies die Landschaftsschutzgebiete Böhmetal (HK 00016; 1976), Bomlitztal (HK 00032;1984), Warnautal (HK 00012; 1994) und Steinförthsbach (HK 00040; 1992), sowie das Naturschutzgebiet Lönsgrab (LÜ 005; 1951).
Von Mitte Juli bis Ende Februar darf die Böhme (ab Tetendorf bei Soltau) mit Kanadiern (Pegel Brock: min. 145 cm) und mit Einer- und Zweier-Kajaks (min. 140 cm) befahren werden.